# Torneo Interbritannico 1889
Il Torneo Interbritannico 1889 fu la sesta edizione del torneo di calcio conteso tra le Home Nations dell'arcipelago britannico. Il torneo fu vinto dalla nazionale scozzese.

## Risultati
| Data             | Luogo     | Squadra 1   | Risultato | Squadra 2 |
| ---------------- | --------- | ----------- | --------- | --------- |
| 28 febbraio 1889 | Stoke     | Inghilterra | 4 - 1     | Galles    |
| 2 marzo 1889     | Liverpool | Inghilterra | 6 - 1     | Irlanda   |
| 9 marzo 1889     | Glasgow   | Scozia      | 7 - 0     | Irlanda   |
| 13 aprile 1889   | Londra    | Inghilterra | 2 - 3     | Scozia    |
| 15 aprile 1889   | Wrexham   | Galles      | 0 - 0     | Scozia    |
| 27 aprile 1889   | Belfast   | Irlanda     | 1 - 3     | Galles    |

## Classifica
| Pos | Squadra     | Pti | G | V | N | P | GF | GS |
| --- | ----------- | --- | - | - | - | - | -- | -- |
| 1   | Scozia      | 5   | 3 | 2 | 1 | 0 | 10 | 2  |
| 2   | Inghilterra | 4   | 3 | 2 | 0 | 1 | 12 | 5  |
| 3   | Galles      | 3   | 3 | 1 | 1 | 1 | 4  | 5  |
| 4   | Irlanda     | 0   | 3 | 0 | 0 | 3 | 2  | 16 |

## Vincitore
| Campione 1889 Scozia |